# Fumin
Fumin är ett härad som lyder under Kunmings stad på prefekturnivå i Yunnan-provinsen i sydvästra Kina.